# 멀티미디어
멀티미디어(Multimedia, 문화어: 말티메디아, 다매체) 또는 다중 매체(多重 媒體)는 Multum과 Medium를 합친 낱말이며, 여러 형식의 정보 콘텐츠와 정보 처리 (보기: 텍스트, 오디오, 그래픽, 애니메이션, 비디오, 상호 작용)를 사용하여 사용자에게 정보를 제공하고 즐거움을 주는 미디어를 뜻한다. 초기의 컴퓨터에서는 문자만 처리할 수 있었지만 입력과 출력의 기술 향상으로 음향,영상으로 되어있는 다양한 매체를 처리할 수 있게 되었다. 멀티미디어의 매체들은 영상과 소리를 많이 사용하기 때문에 정보의 양이 크고 이것들을 처리하기가 매우 까다롭고 복잡하며, 이것들을 처리하기 위해서는 고속의 전송선로를 제공하기 위한 교환기술과 영상과 음성 신호의 처리기술이 필요하다. 멀티미디어는 전자 매체를 사용하여 멀티미디어 콘텐츠를 저장하고 경험하는 데 쓰인다. 멀티미디어는 넓게 보면 미술의 전통적인 복합 매체와 비슷하다. 리치 미디어("rich media")는 상호 작용 멀티미디어와 같은 뜻을 가진 낱말이다. 멀티미디어는 컴퓨터 정보가 전통 매체인 텍스트와 그래픽을 더불어 텍스트, 오디오, 스틸 이미지, 애니메이션, 비디오, 상호 작용을 통해 표현될 수 있다는 뜻을 가진다. 하이퍼미디어는 하나의 특별한 멀티미디어 응용을 가리킨다.

## 개요
1945년, 존 모클리와 프레스퍼 에커트에 의해 에니악이 발명된 후 컴퓨터의 기본 명령어 처리회수가 1950년대에는 초당 1000회에서 2000년대에는 초당 1조 회에 이르게 되었고, DRAM의 용량도 해마다 두 배씩 증가하는 등 컴퓨터의 성능은 60년간 비약적으로 발전했다. 이런 컴퓨터의 발전은 멀티미디어가 가능케 한 가장 중요한 요소이다.
컴퓨터의 발전과 함께 멀티미디어의 기술도 매우 빠르게 발전하고 있다. 대표적인 멀티미디어 관련 기술로 1976년 6월 개발된 CD의 경우 한 장당 약 650MB로 신문 이미지를 23만장, 사진의 경우 7천장을 저장할 수 있으며 DVD, 블루레이의 등장으로 인해 더더욱 많은 미디어 데이터를 다룰 수 있게 되었다.
정보의 압축 및 복원 기술은 멀티미디어 기술 발전의 핵심적인 역할을 하고 있다. 멀티미디어 데이터의 용량은 매우 방대한데 이를 압축하지 않고서는 현재 수준의 기억장치에는 저장하기 어렵고 전송을 하기 위한 시간도 매우 오래 걸리는 데 데이터의 압축 기술을 통해 이러한 문제점을 다소 해소하는 효과를 줄 수 있다. 대표적인 압축 기술로 JPEG, MPEG 등이 있다.

## 분류
멀티미디어는 크게 보면 선형과 비선형으로 나눌 수 있다.
- 선형 콘텐츠: 영화 화면 표현과 같은 탐색 제어 없이 진행된다.
- 비선형 콘텐츠: 사용자의 상호작용을 제공하여 컴퓨터 게임이나 컴퓨터 기반 훈련을 사용하여 진행 상황을 제어할 수 있다. 비선형 콘텐츠는 또한 하이퍼미디어 콘텐츠로도 알려져 있다.

멀티미디어 프레젠테이션은 생방송이 될 수 있고 녹화 형식이 될 수도 있다. 녹화되는 프레젠테이션은 내비게이션 시스템으로 상호 작용을 하며, 생방송 멀티미디어 프레젠테이션은 발표자와의 상호 작용을 통해 대화하게 된다.

## 기능
- 멀티미디어 프레젠테이션: 무대, 프로젝터, 송신기의 사람에게 보여지거나 미디어 플레이어로 재생될 수 있다. 방송은 생방송 또는 녹화 멀티미디어 프레젠테이션일 수 있다. 방송 및 녹화는 아날로그나 디지털 전자 미디어 기술을 사용할 수 있다. 디지털 온라인 멀티미디어는 내려 받거나 스트리밍하면서 볼 수 있다. 스트리밍 멀티미디어는 생방송일 수 있고, 아니면 주문식일 수도 있다.
- 멀티미디어 게임 및 상황: 특수 효과가 있거나, 온라인 네트워크의 여러 사용자가 존재하거나, 오프라인 컴퓨터, 게임 시스템, 시뮬레이터와 연결되어 있는 물리적 환경에서 사용된다.

다양한 형식의 기술 및 디지털 멀티미디어는 사용자 경험을 강화하기 위해 고안될 수 있다. 이를테면 정보를 더 쉽고 더 빠르게 전달할 수 있게 만들 수 있다. 아니면 엔터테인먼트나 미술에서 일상 경험을 능가할 수도 있다.

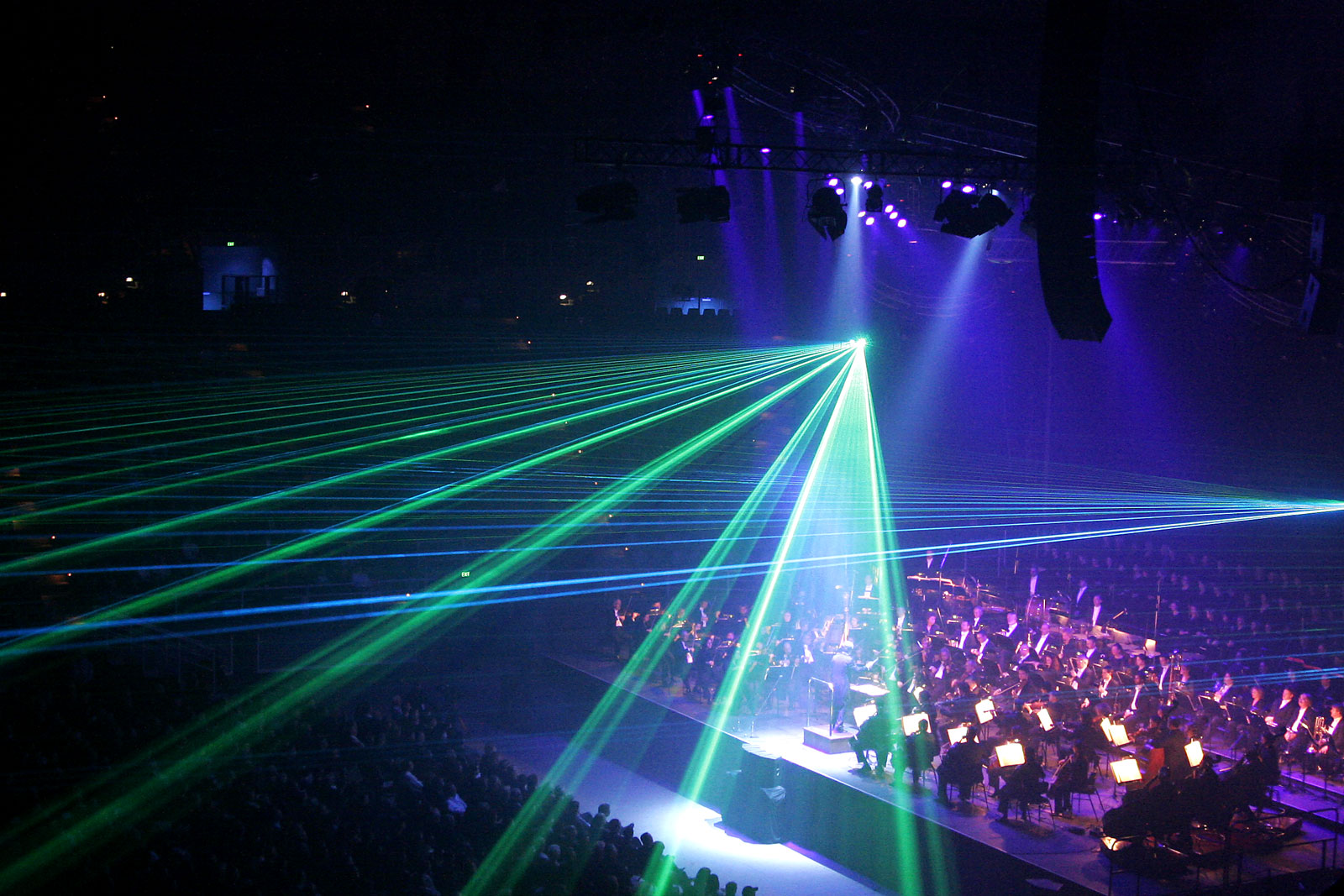
레이저 쇼는 실시간 멀티미디어 공연이다.

멀티미디어의 핵심적인 기능으로는 모든 정보를 디지털 신호로 통합 처리하는 기능, 사용자 상호간에 정보를 송∙수신하는 기능, 사용자가 접근하기에 편리한 장치인 휴먼인터페이스 등을 들 수 있다.

## 용어

### 용어의 역사
1965년에 멀티미디어라는 용어가 록 음악, 영화, 실험 조명, 퍼포먼스 아트를 한데 묶는 공연인 Exploding Plastic Inevitable을 서술하는 데에 쓰였다.
1970년대 말에는 여러 프로젝터 슬라이드 쇼를 이루는 프레젠테이션을 서술하기 위해 사용되었다.
1990년대에는 현재와 같은 뜻을 갖게 되었다. 일상 용도에서 멀티미디어라는 용어는 전자적으로 전달되는 비디오, 스틸 이미지, 오디오, 텍스트를 포함한 미디어를 가리키며 수백 메가 바이트의 비디오, 사진, 오디오 자료를 전송할 수 있다.

### 단어 사용과 환경
미디어(media)가 미디엄(medium)의 복수이기 때문에 멀티미디어는 "multi"가 오디오 CD의 컬렉션과 같이 어떠한 미디어 형식의 복수의 발생을 서술할 때 쓰이는 경우 중복어이다. 그러므로 멀티미디어는 다양한 형식의 미디어를 서술할 때 예외적으로 쓰이는 말이다.
멀티미디어라는 용어는 매우 모호하다. 책과 같은 정적 콘텐츠는 사진, 텍스트를 포함하고 있으면, 또 사용자가 페이지를 사용자 의지로 넘김으로써 상호 작용을 한다고 생각되면 멀티미디어라고 여겨질 수도 있다. 책의 경우 페이지가 연속적으로 접근되지 않는다면 비선형으로 여겨진다. "비디오"라는 용어는 움직이는 사진을 서술할 때 예외적으로 쓰이지 않는 경우라면 멀티미디어 용어로 해석하기가 애매하다. 비디오는 자주 파일 형식이나 전달 형식, 또는 애니메이션과 구별하는 동영상 대신 프레젠테이션 포맷을 서술하는 데에 사용되기도 한다.
여러 형식의 정보 콘텐츠는 현대적 형태의 오디오, 비디오와 같은 표현을 포함하고 있지 않으면 멀티미디어라고 여겨지지 않는다. 이와 비슷하게 단일 형식의 정보 처리(비상호적인 오디오와 같은)를 하는 단일 형식의 정보 콘텐츠는 정적 미디어와 동적 미디어를 구분하기 위해 멀티미디어라고 부를 수도 있다.

## 멀티미디어 형태의 정보 조직화
멀티미디어는 문자열, 그림, 영상, 소리를 하나의 형식으로 집중하여 표현한다. 멀티미디어와 인터넷의 힘은 정보가 연결되는 방식에 따라 좌우된다.
멀티미디어와 인터넷은 기록에 대해 완전히 새로운 접근을 요구한다. 온라인 세계에 알맞은 기록 스타일은 독자가 빨리 읽고 넘길 수 있도록 최적화된 것이다.
사용자가 어떠한 페이지를 볼 때, 페이지가 한눈에 들어와야 한다. 그 결과, 멀티미디어 사용자는 정보 구조의 정신적인 모델을 만들어야 한다.

## 매체별 압축 표준
사진, 사운드, 텍스트 등 멀티미디어와 관련된 표준안은 매우 다양하다.

### 정지 화상
이미지 파일 하나의 크기가 예를 들어 512x512 픽셀의 크기를 가지며 각 픽셀을 붉은색, 초록색, 파란색 (RGB) 24비트로 표현하면 약 768KB의 저장공간을 필요로 한다. 여기에서 인접 픽셀 간 차이만을 기록하거나 수학적 변환을 이용해 압축하면 용량을 상당하게 줄일 수 있으며 원본과의 차이도 크게 나지 않는다. 정지화상 표준은 이미지의 압축과 저장 관련 표준을 포함하고 있다. 대표적으로 흑백, 컬러 정지화상 국제 표준안으로 이미지의 압축 및 복원 방식인 JPEG과 비손실 압축 표준인 GIF가 있다.

### 동영상
동영상의 프레임 하나하나를 정지화상으로 간주해 저장할 수도 있으나, 프레임 간 대응 픽셀에 상당한 유사점이 있다는 점을 이용해 모든 프레임을 일일이 저장하는 방법 보다 훨씬 적은 용량으로 압축시킬 수 있다. 이를 위한 표준으로 MPEG가 있다.

### 사운드
사운드에 관한 압축 및 복원 표준은 동영상과 같은 MPEG나 WAV, AIFF, AU 등이 있다.

## 연맹
수많은 멀티미디어 연맹이 있지만 그 가운데 주된 학문 과학 연맹을 두 곳 들 수 있다.
- ACM 멀티미디어
- IEEE ICME, 멀티미디어 및 엑스포의 국제 연맹
- 국제 표준화 기구
- 한국 산업 규격

## 인용
1. ↑  《IT융합 시대의 멀티미디어 배움터 2.0》 최윤철, 임순범 공저. 생능출판사 출판. P.26~27
2. ↑  《IT융합 시대의 멀티미디어 배움터 2.0》P.58~9

## 같이 보기
- 멀티미디어 메시징 서비스